# El Gouna
Pour les articles homonymes, voir Gouna (homonymie).

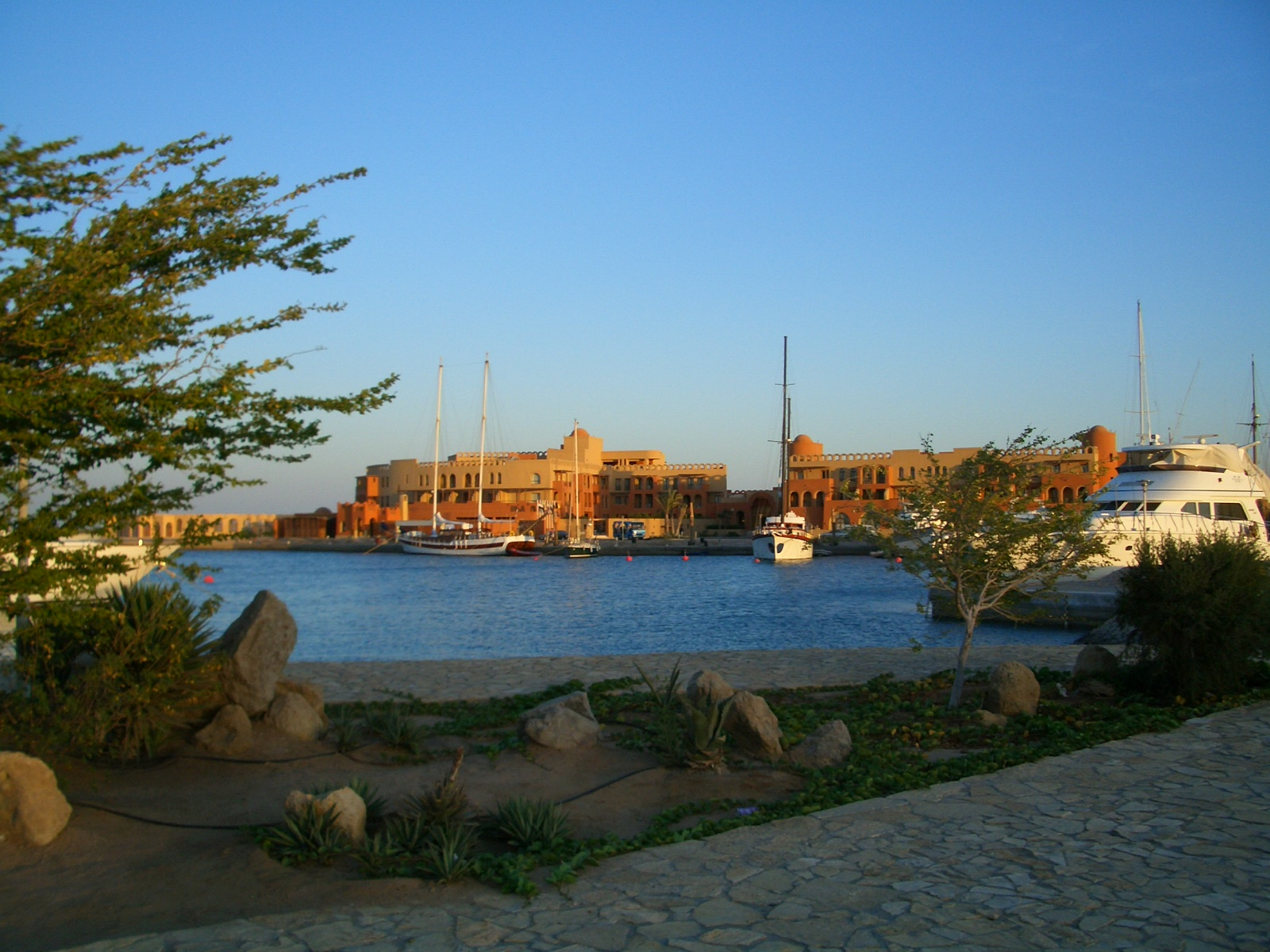
El Gouna

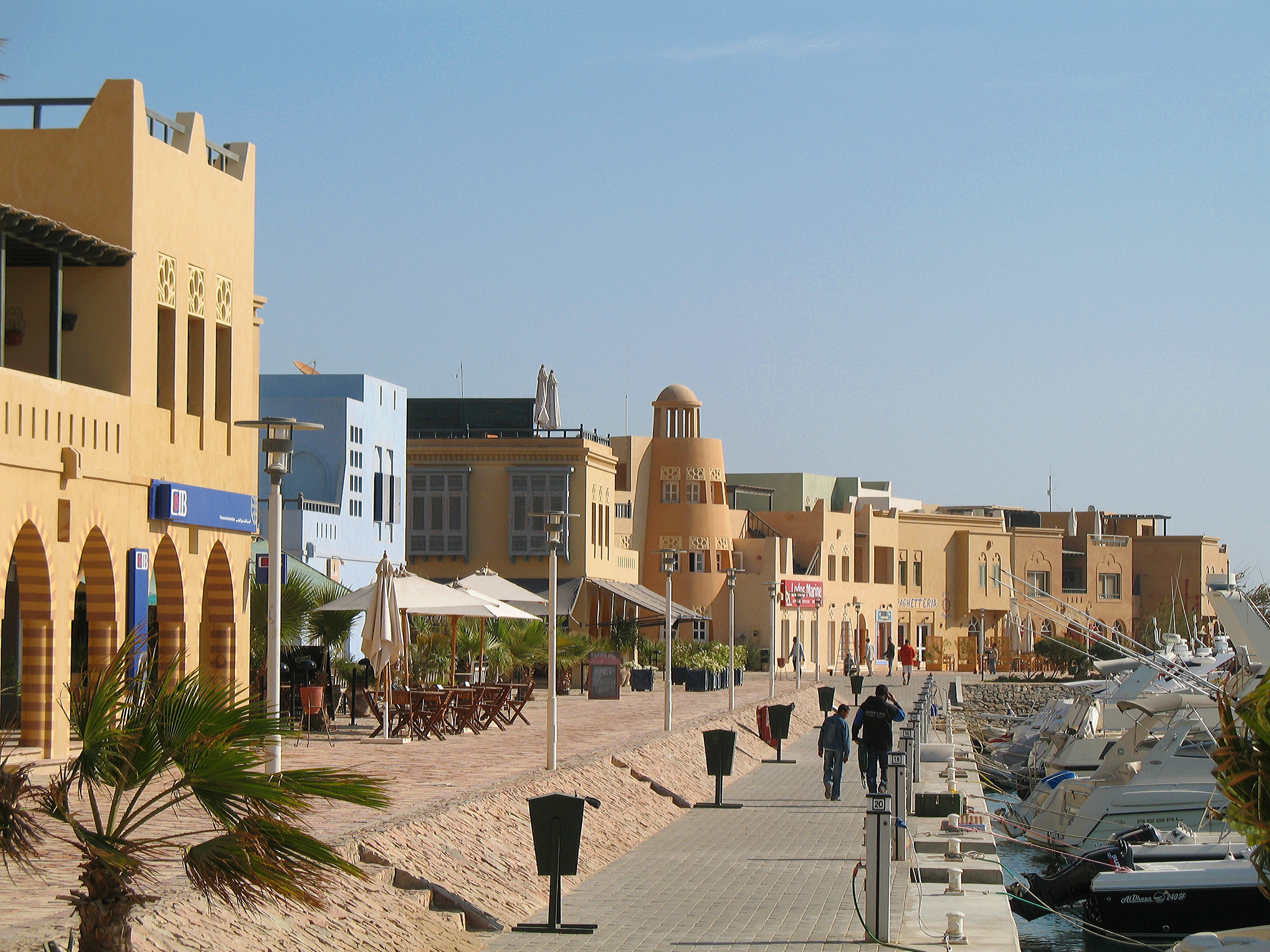
El Gouna : Abou Tig

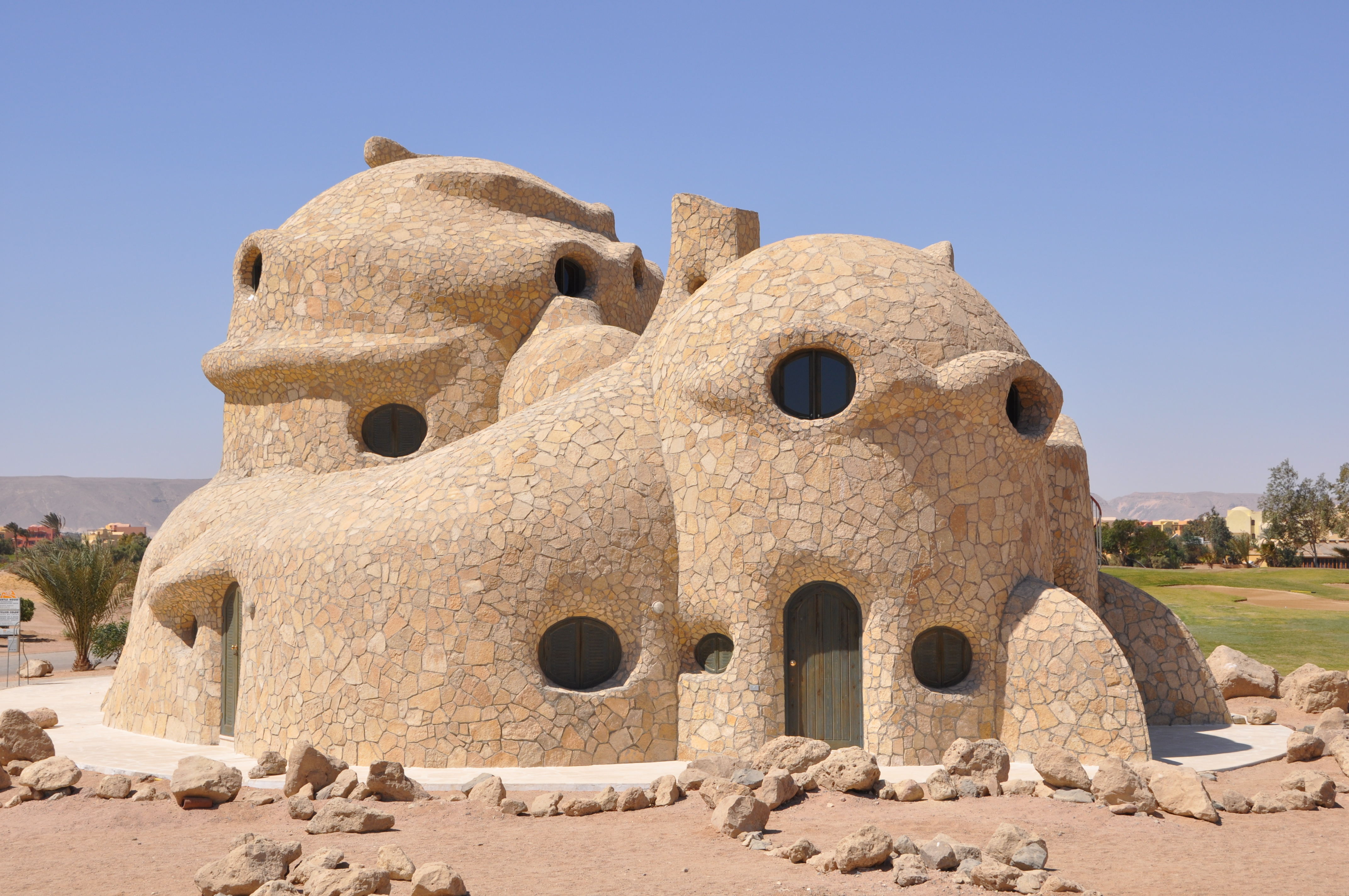
La Maison-tortue de l'architecte Kurt Völtzke à El Gouna

El Gouna (en arabe : الجونة, la lagune) est une station touristique égyptienne dans le Gouvernorat de la Mer-Rouge sur la côte de la mer du même nom à 20 kilomètres de Hurghada.

## Histoire
Développée et détenue par la famille Sawiris et Merna Sawiris et Orascom Hotels et développement en 1990, la station est construite sur 10 kilomètres de front de mer au niveau du détroit de Gubal. La réalisation du projet de fonder une ville artificielle débuta en 1996 avec la construction d'un unique hôtel de 200 chambres au milieu du désert. Cette ville de 10 000 habitants s'étend sur des îles reliées par des lagons. Elle comporte des infrastructures modernes, avec un réseau routier récent, des hôtels et des terrains de golf spacieux ainsi qu’un petit aéroport.
Elle s'est appelée Abou-Chaar El-Goubli autrefois, et correspond à l'antique Philotère.

## Activités
Il y a trois centres principaux à El Gouna avec des boutiques, bars et restaurants : le centre-ville, la place Tamr Henna et la marina d'Abou Tig.
El Gouna dispose d'un hôpital entièrement équipé qui peut gérer de nombreux traitements médicaux, y compris l'orthodontie, la chirurgie plastique, la pédiatrie, l'ophtalmologie et chirurgie générale. Il dispose également d'une unité de soins intensifs et d'une chambre de décompression en cas d'accident de plongée.
La ville accueille le El Gouna International School, un système d'information géographique et environnemental et un petit aéroport privé pour des avions privés. Il y a également trois ports de plaisance : Abydos, l'Abou Tig Marina et son extension (« New Marina »), qui peut recevoir les super yachts.

### Sportives
El Gouna est spécialisée dans les sports nautiques (plongée sous-marine ou avec tuba, planche à voile, kitesurf, ski nautique, parachute ascensionnel.
El Gouna accueille un parcours de golf conçu par Gene Bates et Fred Couples. Un deuxième projet de parcours de golf, "Ancient Sands Golf Resort", conçu par le célèbre architecte de golf Karl Litten, est en cours de construction (en 2012).
D'autres attractions et activités sont possibles grâce à une piste de karting, une arène de paintball, des courts de tennis, des écuries et un stade de football. La ville possède une équipe de football, l'El Gouna FC qui joue en Première League égyptienne.
Chaque année depuis 2010, El Gouna accueille en avril un des tournois de squash les plus richement dotés : El Gouna International. En avril 2017, en même temps que le tournoi masculin, la ville accueille le championnat du monde féminin.

### Touristiques
Il y a deux plages principales, Zeytuna Beach située sur sa propre île et Mangroovy Beach. Un réseau de canaux permet à de nombreuses maisons d'avoir leur propre bande de plage, même à plusieurs centaines de mètres à l'intérieur des terres. La plupart de ces canaux sont traversés par des ponts de pierre de petite taille.
La ville compte 18 hôtels (dont certains ont été conçus par l'architecte américain Michael Graves) avec 2,895 chambres notées d'une à cinq étoiles, un hôtel six étoiles est actuellement en développement à côté de l'extension d'Abou Tig Marina.
La ville abrite également un petit musée avec quelque 90 expositions (y compris des répliques de statues et un hall d'exposition de peintures contemporaines égyptiennes par Hussein Bikar) qui a ouvert en 1996. Elle dispose aussi d'un petit aquarium.
Il y a une mosquée et une église copte, l'église de Sainte-Marie et des Archanges.

### Culturelles
El Gouna accueille la première édition du Festival du film d’El Gouna tenue en septembre 2017 et organisée par Naguib Sawiriss.